# 克卜勒413b
克卜勒413b（Kepler-413b），或稱為克卜勒413ABb（Kepler-413 (AB)-b），是一顆環繞由橙矮星克卜勒413A和紅矮星克卜勒413B組成的聯星系統克卜勒413的環聯星運轉行星。系統中成員恆星以10.1日軌道週期互繞。

## 發現
克卜勒413b的發現是因為天文學家觀測到它通過聯星系中的較亮星，使其亮度下降。天文學家藉著觀測凌星模式發現了在180天內有3次凌日，之後800日沒有凌星現象發生，在回到180日內3次凌星循環。這個凌星模式幫助天文學家很快確認克卜勒413b的存在，雖然母恆星的亮度相對較低。
克卜勒413b的存在於2013年11月的克卜勒太空望遠鏡科學研討會中公布，2014年1月首篇研究論文送出。

## 行星狀態
克卜勒413b的體積相當於海王星，軌道週期66.262日。它的特殊軌道和自轉軸角度不斷變化讓季節變化相當劇烈。